# Nick Colgan
Nick Colgan (Drogheda, Irlanda, 19 de septiembre de 1973) es un exfutbolista irlandés. Jugaba de portero. Tras su retiro comenzó su carrera como entrenador.

## Selección nacional
Ha sido internacional con la Selección nacional de fútbol de Irlanda, ha jugado 8 partidos internacionales.

## Clubes
| Club               | País       | Año       |
| ------------------ | ---------- | --------- |
| Drogheda United FC | Irlanda    | 1991-1992 |
| Chelsea FC         | Inglaterra | 1992      |
| Crewe Alexandra    | Inglaterra | 1993      |
| Grimsby Town       | Inglaterra | 1994      |
| Millwall FC        | Inglaterra | 1997      |
| Brentford FC       | Inglaterra | 1997      |
| Reading            | Inglaterra | 1998      |
| AFC Bournemouth    | Inglaterra | 1998-1999 |
| Hibernian FC       | Escocia    | 1999-2004 |
| Stockport County   | Inglaterra | 2003-2004 |
| Barnsley FC        | Inglaterra | 2004      |
| Dundee United      | Escocia    | 2005      |
| Barnsley FC        | Inglaterra | 2006-2008 |
| Ipswich Town       | Inglaterra | 2008      |
| Sunderland AFC     | Inglaterra | 2008-2009 |
| Grimsby Town       | Inglaterra | 2009-2010 |
| Huddersfield Town  | Inglaterra | 2010-2013 |